# Roberta Serra
Roberta Serra, italijanska alpska smučarka, * 24. april 1970, Torino, Italija.
Nastopila je na Olimpijskih igrah 1994, kjer je osvojila sedmo mesto v slalomu. V edinem nastopu na svetovnih prvenstvih leta 1996 je v slalomu odstopila. V svetovnem pokalu je tekmovala sedem sezon med letoma 1992 in 1997 ter dosegla eno uvrstitev na stopničke v slalomu. V skupnem seštevku svetovnega pokala je bila najvišje na 55. mestu leta 1994, ko je bila tudi devetnajsta v slalomskem seštevku.